# Grézillé
Grézillé est une ancienne commune française située dans le département de Maine-et-Loire, en région Pays de la Loire, devenue le 1er janvier 2016, une commune déléguée de la commune nouvelle de Gennes-Val de Loire, puis, le 1er janvier 2018, de Gennes-Val-de-Loire.
Grézillé se trouve à mi-chemin entre les villes d'Angers et de Saumur.

## Géographie
Commune angevine du Saumurois, Grézillé se situe à 22 km au sud-est d'Angers et à 22 km au nord-ouest de Saumur, sur les routes D 176, Saulgé l'Hôpital - Le Thoureil, et D 161, Chemellier - Louerre.
On trouve sur la commune l'une des sources de l'Aubance, avec celle de la commune de Louerre.

## Histoire
En janvier 2016, Grézillé intègre la commune nouvelle de Gennes-Val de Loire, regroupant cinq des dix communes membres de la communauté de communes du Gennois, dont la création est officialisée par arrêté préfectoral du 5 octobre 2015, puis celle de Gennes-Val-de-Loire en 2018.

## Politique et administration

### Administration municipale

#### Administration actuelle
Depuis le 1er janvier 2016, Grézillé constitue une commune déléguée au sein de la commune nouvelle de Gennes-Val-de-Loire et dispose d'un maire délégué.
| Période        | Période        | Identité         | Étiquette | Qualité |
| -------------- | -------------- | ---------------- | --------- | ------- |
| janvier 2016   | mai 2020       | Alain Passedroit |           |         |
| mai 2020       | septembre 2021 | André Guinhut    |           |         |
| septembre 2021 | En cours       | Éric Poehr,      |           |         |

#### Administration ancienne
| Période                                  | Période         | Identité                             | Étiquette | Qualité            |
| ---------------------------------------- | --------------- | ------------------------------------ | --------- | ------------------ |
| messidor an II                           | messidor an VII | Hilaire Bourgerie                    |           |                    |
| messidor an VII                          | thermidor an X  | Gabriel Joseph Duvau                 |           |                    |
| thermidor an X                           | janvier 1808    | Louis Boutin                         |           |                    |
| janvier 1808                             | novembre 1809   | Urbain Priou                         |           |                    |
| novembre 1809                            | janvier 1811    | Vincent Ciret                        |           |                    |
| janvier 1811                             | janvier 1814    | René Riffault                        |           |                    |
| janvier 1814                             | avril 1815      | René Riffault fils                   |           |                    |
| avril 1815                               | janvier 1816    | Urbain Priou                         |           |                    |
| janvier 1816                             | août 1830       | Louis Georges Jean Jacques Mauriceau |           |                    |
| septembre 1830                           | mai 1834        | Urbain Priou                         |           |                    |
| mai 1834                                 | 1845            | Pierre Yves Jean Décosse             |           |                    |
| 1845                                     | 1865            | Urbain Priou                         |           |                    |
| 1865                                     | 1873            | Sosthène André Mauriceau             |           |                    |
| 1873                                     | 1878            | Pierre Renou                         |           |                    |
| 1878                                     | 1881            | Jules Decosse                        |           |                    |
| 1881                                     | 1908            | André Michel Chauvigné-Chatelais     |           |                    |
| 1908                                     | 1919            | Jules Margueritte                    |           |                    |
| 1919                                     | 1925            | Joseph Priou                         |           |                    |
| 1925                                     | 1929            | Maurice Taillé                       |           |                    |
| 1929                                     | 1947            | Lucien Moreau                        |           |                    |
| 1947                                     | mai 1963        | André Chauvigné                      |           |                    |
| mai 1963                                 | mars 2001       | Michel Bonvalet                      |           |                    |
| mars 2001                                | mars 2014       | Serge Dugast                         |           | président de la CC |
| mars 2014                                | décembre 2015   | Alain Passedroit                     |           |                    |
| Les données manquantes sont à compléter. |                 |                                      |           |                    |

### Ancienne situation administrative
Jusqu'en 2015 la commune est membre de la communauté de communes du Gennois, elle-même membre du syndicat mixte Pays de Loire en Layon.

## Population et société

### Démographie

#### Évolution démographique
L'évolution du nombre d'habitants est connue à travers les recensements de la population effectués dans la commune depuis 1793. À partir du 1er janvier 2009, les populations légales des communes sont publiées annuellement dans le cadre d'un recensement qui repose désormais sur une collecte d'information annuelle, concernant successivement tous les territoires communaux au cours d'une période de cinq ans. 
Pour les communes de moins de 10 000 habitants, une enquête de recensement portant sur toute la population est réalisée tous les cinq ans, les populations légales des années intermédiaires étant quant à elles estimées par interpolation ou extrapolation. Pour la commune, le premier recensement exhaustif entrant dans le cadre du nouveau dispositif a été réalisé en 2006,.
En 2013, la commune comptait 621 habitants, en évolution de +24,2 % par rapport à 2008 (Maine-et-Loire : +3,3 %, France hors Mayotte : +2,49 %).
| 1793 | 1800 | 1806 | 1821 | 1831 | 1836 | 1841 | 1846 | 1851 |
| ---- | ---- | ---- | ---- | ---- | ---- | ---- | ---- | ---- |
| 400  | 754  | 748  | 813  | 776  | 798  | 781  | 790  | 780  |

| 1856 | 1861 | 1866 | 1872 | 1876 | 1881 | 1886 | 1891 | 1896 |
| ---- | ---- | ---- | ---- | ---- | ---- | ---- | ---- | ---- |
| 748  | 707  | 681  | 694  | 689  | 647  | 630  | 623  | 584  |

| 1901 | 1906 | 1911 | 1921 | 1926 | 1931 | 1936 | 1946 | 1954 |
| ---- | ---- | ---- | ---- | ---- | ---- | ---- | ---- | ---- |
| 557  | 553  | 532  | 508  | 513  | 539  | 508  | 494  | 470  |

| 1962 | 1968 | 1975 | 1982 | 1990 | 1999 | 2006 | 2011 | 2013 |
| ---- | ---- | ---- | ---- | ---- | ---- | ---- | ---- | ---- |
| 520  | 453  | 392  | 408  | 375  | 396  | 483  | 577  | 621  |

#### Pyramide des âges
La population de la commune est relativement jeune. Le taux de personnes d'un âge supérieur à 60 ans (20,9 %) est en effet inférieur au taux national (21,8 %) et au taux départemental (21,4 %).
Contrairement aux répartitions nationale et départementale, la population masculine de la commune est supérieure à la population féminine (52,6 % contre 48,7 % au niveau national et 48,9 % au niveau départemental).
La répartition de la population de la commune par tranches d'âge est, en 2008, la suivante :
- 52,6 % d’hommes (0 à 14 ans = 22,8 %, 15 à 29 ans = 16,1 %, 30 à 44 ans = 22,8 %, 45 à 59 ans = 18,5 %, plus de 60 ans = 19,7 %) ;
- 47,4 % de femmes (0 à 14 ans = 15,7 %, 15 à 29 ans = 17,9 %, 30 à 44 ans = 21,8 %, 45 à 59 ans = 22,3 %, plus de 60 ans = 22,3 %).

| Hommes | Classe d’âge | Femmes |
| ------ | ------------ | ------ |
| 0,4    | 90 ans ou +  | 1,3    |
| 5,1    | 75 à 89 ans  | 7,0    |
| 14,2   | 60 à 74 ans  | 14,0   |
| 18,5   | 45 à 59 ans  | 22,3   |
| 22,8   | 30 à 44 ans  | 21,8   |
| 16,1   | 15 à 29 ans  | 17,9   |
| 22,8   | 0 à 14 ans   | 15,7   |

| Hommes | Classe d’âge | Femmes |
| ------ | ------------ | ------ |
| 0,4    | 90 ans ou +  | 1,1    |
| 6,3    | 75 à 89 ans  | 9,5    |
| 12,1   | 60 à 74 ans  | 13,1   |
| 20,0   | 45 à 59 ans  | 19,4   |
| 20,3   | 30 à 44 ans  | 19,3   |
| 20,2   | 15 à 29 ans  | 18,9   |
| 20,7   | 0 à 14 ans   | 18,7   |

## Économie
Sur 59 établissements présents sur la commune à fin 2010, 36 % relevaient du secteur de l'agriculture (pour une moyenne de 17 % sur le département), 10 % du secteur de l'industrie, 17 % du secteur de la construction, 31 % de celui du commerce et des services et 7 % du secteur de l'administration et de la santé.

## Culture locale et patrimoine

### Lieux et monuments
Grézillé possède deux monuments historiques : le château de Pimpéan et le moulin de Gasté.
Un étang de pêche et de baignade est également présent tout près du bourg. Cet étang est alimenté par le ruisseau Saint-Anne, affluent de l'Aubance.
Enfin Grézillé dispose de nombreux sentiers de randonnée en forêt, ainsi que d'un habitat local troglodyte très présent.

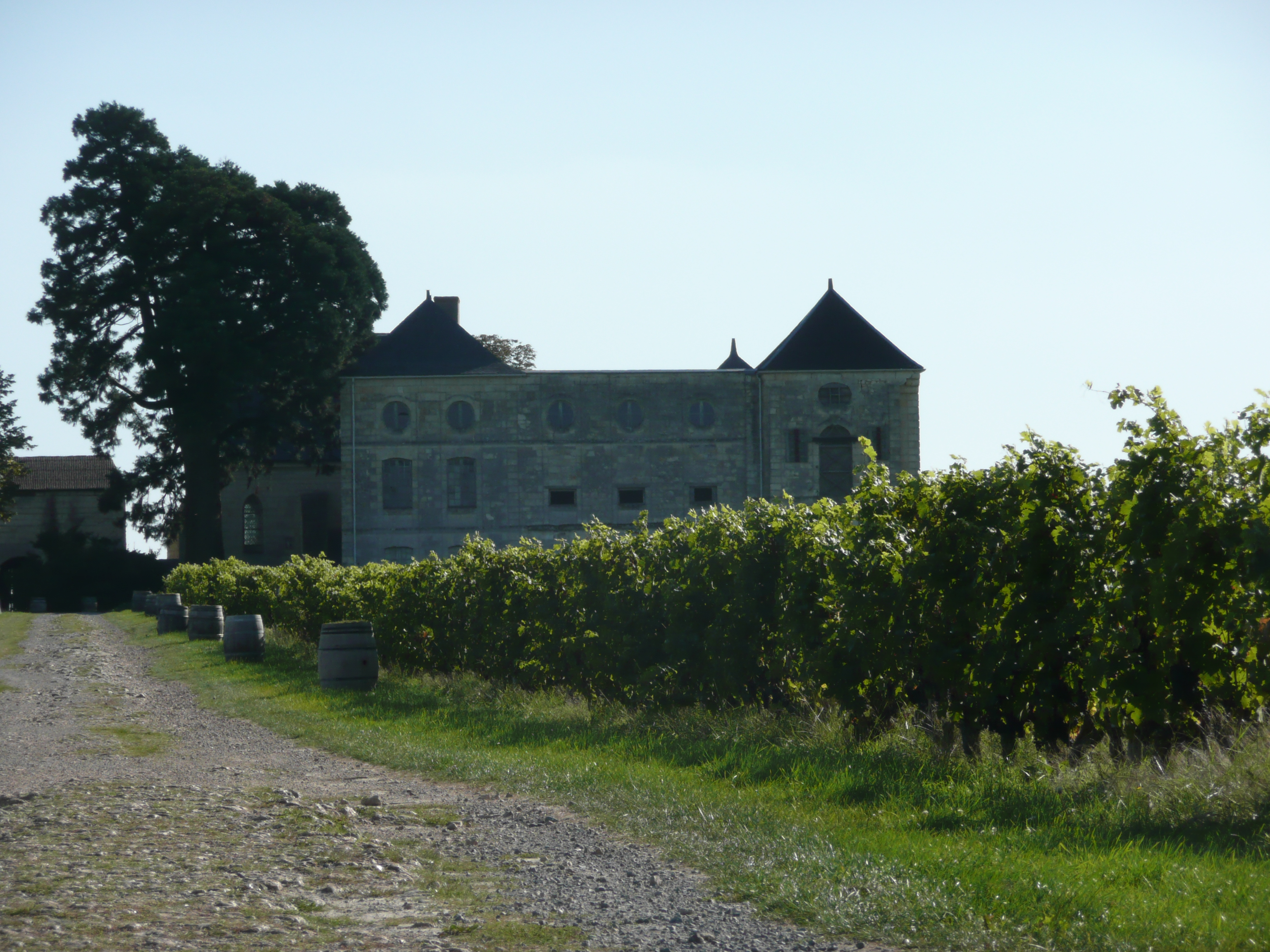
Le château de Pimpéan.
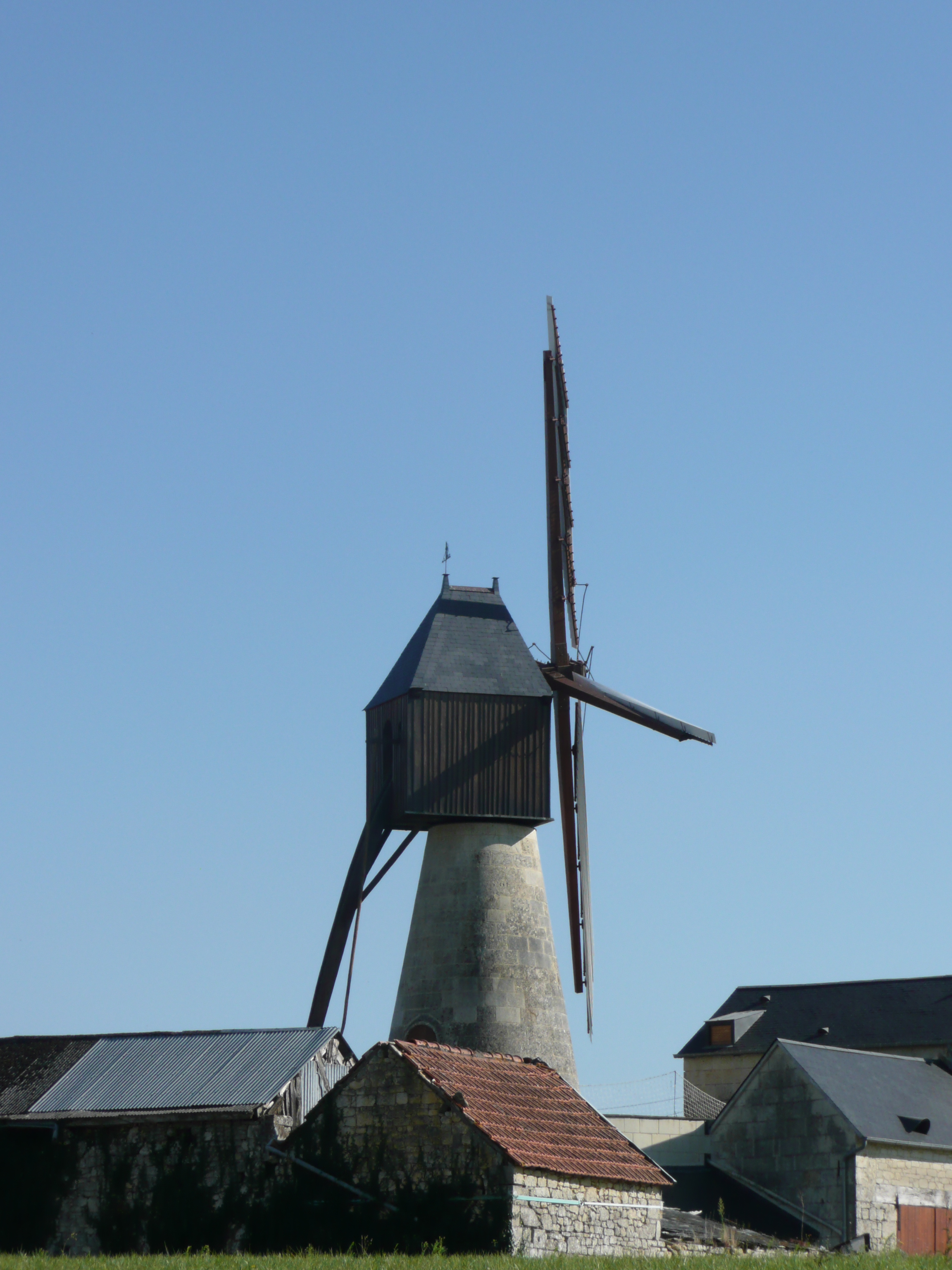
Le moulin de Gasté.
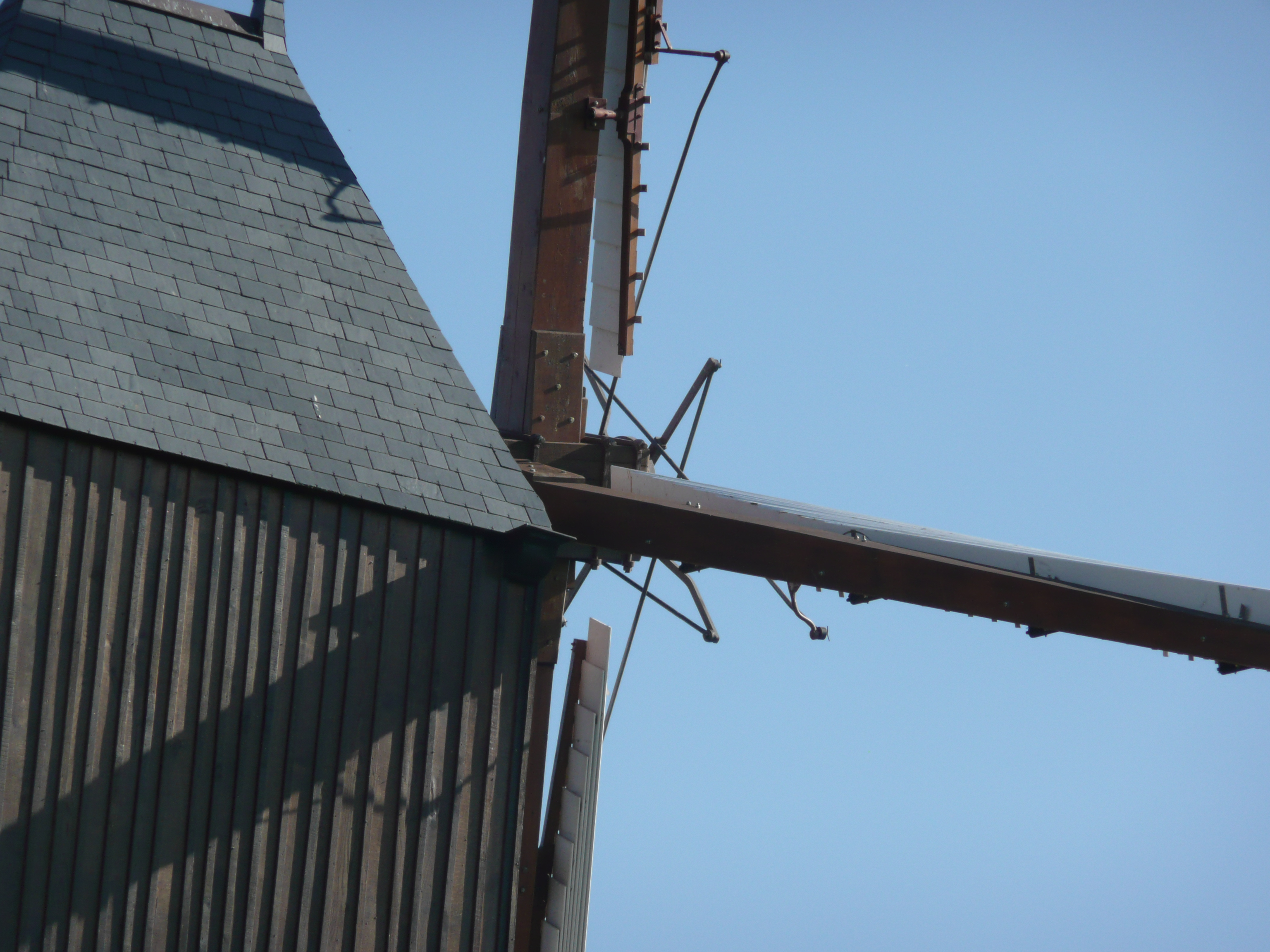
Détail du moulin de Gasté.